# Hóquei sobre a grama nos Jogos Pan-Americanos de 2011 - Feminino
O torneio feminino de hóquei sobre a grama nos Jogos Pan-Americanos de 2011 ocorreu entre 19 e 28 de outubro no Estádio Pan-Americano de Hóquei. Oito equipes participaram do evento.

## Medalhistas
|  | USA Estados Unidos |  | ARG Argentina |  | CHI Chile |
|  | Michelle Cesan Lauren Crandall Rachel Dawson Katelyn Falgowski Jesse Gey Melissa Gonzalez Michelle Kasold Jaclyn Kintzer Stephanie Laubach Caroline Nichols Kathleen O'Donnell Julia Reinprecht Katherine Reinprecht Paige Selenski Shannon Taylor Michelle Vittese |  | María Aladro Luciana Aymar María Barrionuevo María D'Elia Agustina García Rosario Luchetti Sofía Maccari Delfina Merino Carla Rebecchi Ana Macarena Rodríguez Rocío Sánchez Moccia Mariela Scarone Daniela Sruoga María Sruoga María Succi Victoria Zuloaga |  | Catalina Cabach Camila Caram Daniela Caram María José Fernández Christine Fingerhuth Carolina García Daniela Infante Denise Infante Paula Infante Josefina Khamis Claudia Schuler Catalina Thiermann Manuela Urroz Javiera Villagra Sofía Walbaum Michelle Wilson |

## Formato
As oito equipes foram divididas em dois grupos de quatro equipes. Cada equipe enfrentou as outras equipes do mesmo grupo, totalizando três jogos. As duas primeiras colocadas de cada grupo se classificaram as semifinais e as restantes para jogos de definição do quinto ao oitavo lugar. Nas semifinais, as vencedoras disputaram a final e as perdedoras a medalha de bronze.

## Primeira fase
|  | Equipes classificadas à fase final       |
|  | Equipes classificadas à disputa de 5º–8º |

Todas as partidas seguem o fuso horário local (UTC-6).

### Grupo A
| Equipe                | Pts | J | V | E | D | GP | GC | SG  |
| --------------------- | --- | - | - | - | - | -- | -- | --- |
| ARG Argentina         | 9   | 3 | 3 | 0 | 0 | 37 | 3  | +34 |
| CAN Canadá            | 6   | 3 | 2 | 0 | 1 | 15 | 8  | +7  |
| BAR Barbados          | 3   | 3 | 1 | 0 | 2 | 4  | 31 | –27 |
| TRI Trinidad e Tobago | 0   | 3 | 0 | 0 | 3 | 3  | 17 | –14 |

| 19 de outubro 09:00                                                                         |           |                   |                                                                                               |
| Argentina                                                                                   | 11 – 0    | Trinidad e Tobago | Estádio Pan-Americano de Hóquei, Guadalajara Árbitros: IRL Carol Metchette USA Suzzane Sutton |
| García 2', 22' Rebecchi 6', 61' Luchetti 15' Barrionuevo 21', 37', 39', 58' Merino 29', 65' | Relatório |                   | Estádio Pan-Americano de Hóquei, Guadalajara Árbitros: IRL Carol Metchette USA Suzzane Sutton |

| 19 de outubro 11:00                                                                    |           |          |                                                                                                 |
| Canadá                                                                                 | 10 – 0    | Barbados | Estádio Pan-Americano de Hóquei, Guadalajara Árbitros: USA Stephanie Judefind USA Maritza Perez |
| Stairs 5', 26', 45' Baker 16' Culley 20', 68' Gilis 30' Haughn 31' Roemer 37' Raye 61' | Relatório |          | Estádio Pan-Americano de Hóquei, Guadalajara Árbitros: USA Stephanie Judefind USA Maritza Perez |

| 21 de outubro 14:00      |           |                                         |                                                                                             |
| Trinidad e Tobago        | 2 – 4     | Barbados                                | Estádio Pan-Americano de Hóquei, Guadalajara Árbitros: MEX Arely Castellanos TPE Cheng Hong |
| Thompson 17' Quesnay 37' | Relatório | King 9' Clarke 15' Warner 32' Sealy 61' | Estádio Pan-Americano de Hóquei, Guadalajara Árbitros: MEX Arely Castellanos TPE Cheng Hong |

| 21 de outubro 16:00             |           |                                                                  |                                                                                                   |
| Canadá                          | 3 – 7     | Argentina                                                        | Estádio Pan-Americano de Hóquei, Guadalajara Árbitros: IRL Carol Metchette CHI Catalina Montesino |
| Culley 6' Haughn 30' Gillis 35' | Relatório | García 15', 25' Aymar 16', 23' Barrionuevo 41', 53' Rebecchi 63' | Estádio Pan-Americano de Hóquei, Guadalajara Árbitros: IRL Carol Metchette CHI Catalina Montesino |

| 23 de outubro 09:00 |           |          |                                                                                                  |
| Argentina | 19 – 0    | Barbados | Estádio Pan-Americano de Hóquei, Guadalajara Árbitros: USA Suzzane Sutton CHI Catalina Montesino |
| Rebecchi 2', 24', 53' Aymar 4', 19', 61' Barrionuevo 13', 65' Merino 15' Sruoga 20' Sánchez Moccia 22' García 23', 48', 50', 58' Luchetti 31', 62' Luchetti 42' Maccari 56' | Relatório |          | Estádio Pan-Americano de Hóquei, Guadalajara Árbitros: USA Suzzane Sutton CHI Catalina Montesino |

| 23 de outubro 11:00 |           |                       | |
| Trinidad e Tobago   | 1 – 2     | Canadá                | Estádio Pan-Americano de Hóquei, Guadalajara Árbitros: USA Stephanie Judefind MEX Arely Castellanos |
| Quesnay 7'          | Relatório | Stairs 61' Gillis 68' | Estádio Pan-Americano de Hóquei, Guadalajara Árbitros: USA Stephanie Judefind MEX Arely Castellanos |

### Grupo B
| Equipe             | Pts | J | V | E | D | GP | GC | SG  |
| ------------------ | --- | - | - | - | - | -- | -- | --- |
| USA Estados Unidos | 9   | 3 | 3 | 0 | 0 | 16 | 1  | +15 |
| CHI Chile          | 6   | 3 | 2 | 0 | 1 | 8  | 2  | +6  |
| CUB Cuba           | 3   | 3 | 1 | 0 | 2 | 3  | 16 | -13 |
| MEX México         | 0   | 3 | 0 | 0 | 3 | 1  | 9  | -8  |

| 19 de outubro 14:00                                     |           |        |                                                                                                 |
| Estados Unidos                                          | 5 – 0     | México | Estádio Pan-Americano de Hóquei, Guadalajara Árbitros: CAN Wendy Stewart ARG Veronica Villafañe |
| Reinprecht 9', 11' Taylor 31' Laubach 37' O'Donnell 52' | Relatório |        | Estádio Pan-Americano de Hóquei, Guadalajara Árbitros: CAN Wendy Stewart ARG Veronica Villafañe |

| 19 de outubro 16:00                                                 |           |      |                                              |
| Chile                                                               | 6 – 0     | Cuba | Estádio Pan-Americano de Hóquei, Guadalajara |
| Urroz 5' Fernández 16' Infante 23' Villagra 41', 56' Fingerhuth 58' | Relatório |      | Estádio Pan-Americano de Hóquei, Guadalajara |

| 21 de outubro 09:00 |           |                         |                                                                                            |
| México              | 1 – 3     | Cuba                    | Estádio Pan-Americano de Hóquei, Guadalajara Árbitros: NZL Kelly Hudson TRI Ayanna McClean |
| Navarro 70'         | Relatório | Vera 4', 13' Sierra 61' | Estádio Pan-Americano de Hóquei, Guadalajara Árbitros: NZL Kelly Hudson TRI Ayanna McClean |

| 21 de outubro 11:00 |           |                        | |
| Chile               | 1 – 2     | Estados Unidos         | Estádio Pan-Americano de Hóquei, Guadalajara Árbitros: ARG Carolina de la Fuente USA Maritza Perez |
| Caram 46'           | Relatório | Taylor 41' Nichols 42' | Estádio Pan-Americano de Hóquei, Guadalajara Árbitros: ARG Carolina de la Fuente USA Maritza Perez |

| 23 de outubro 14:00                                                                       |           |      |                                                                                                |
| Estados Unidos                                                                            | 9 – 0     | Cuba | Estádio Pan-Americano de Hóquei, Guadalajara Árbitros: NZL Kelly Hudson ARG Veronica Villafañe |
| O'Donnell 2', 44' Laubach 15', 17' Nichols 21', 33' Falgowski 26' Kasold 46' Selenski 55' | Relatório |      | Estádio Pan-Americano de Hóquei, Guadalajara Árbitros: NZL Kelly Hudson ARG Veronica Villafañe |

| 23 de outubro 16:00 |           |            |                                                                                         |
| México              | 0 – 1     | Chile      | Estádio Pan-Americano de Hóquei, Guadalajara Árbitros: CAN Wendy Stewart TPE Cheng Hong |
|                     | Relatório | Khamis 63' | Estádio Pan-Americano de Hóquei, Guadalajara Árbitros: CAN Wendy Stewart TPE Cheng Hong |

## Fase final
|  | Classificação 5º–8º lugar | Classificação 5º–8º lugar |   |                       | 5º lugar              | 5º lugar |  |
|  |                           |                           |   |                       |                       |          |  |
|  | 26 de outubro – 09:00     |                           |   |                       |                       |          |  |
|  | BAR Barbados              | 1                         |   |                       |                       |          |  |
|  | MEX México                | 3                         |   |                       |                       |          |  |
|  |                           |                           |   |                       |                       |          |  |
|  |                           |                           |   |                       | 28 de outubro – 11:30 |          |  |
|  |                           |                           |   |                       | MEX México            | 2        |  |
|  |                           | CUB Cuba                  | 3 |                       |                       |          |  |
|  |                           |                           |   |                       |                       |          |  |
|  |                           |                           |   |                       |                       |          |  |
|  |                           |                           |   |                       | 7º lugar              |          |  |
|  | 26 de outubro – 17:30     | 26 de outubro – 17:30     |   | 28 de outubro – 09:00 | 28 de outubro – 09:00 |          |  |
|  | CUB Cuba                  | 2                         |   | BAR Barbados          | 1                     |          |  |
|  | TRI Trinidad e Tobago     | 1                         |   |                       | TRI Trinidad e Tobago | 3        |  |

### Classificação 5º–8º lugar
| 26 de outubro 09:00 |           |                                       |                                                                                              |
| Barbados            | 1 – 3     | México                                | Estádio Pan-Americano de Hóquei, Guadalajara Árbitros: TRI Ayanna McClean USA Suzzane Sutton |
| King 13'            | Relatório | Navarro 38' Castillo 42' Martínez 64' | Estádio Pan-Americano de Hóquei, Guadalajara Árbitros: TRI Ayanna McClean USA Suzzane Sutton |

| 26 de outubro 17:30        |           |                   |                                                                                                  |
| Cuba                       | 2 – 1     | Trinidad e Tobago | Estádio Pan-Americano de Hóquei, Guadalajara Árbitros: IRL Carol Metchette MEX Arely Castellanos |
| Carmenate 32' Argentel 62' | Relatório | Wynne 8'          | Estádio Pan-Americano de Hóquei, Guadalajara Árbitros: IRL Carol Metchette MEX Arely Castellanos |

|  | Semifinais            | Semifinais            |   |                       | Final                 | Final |  |
|  |                       |                       |   |                       |                       |       |  |
|  | 26 de outubro – 11:30 |                       |   |                       |                       |       |  |
|  | ARG Argentina         | 4                     |   |                       |                       |       |  |
|  | CHI Chile             | 0                     |   |                       |                       |       |  |
|  |                       |                       |   |                       |                       |       |  |
|  |                       |                       |   |                       | 28 de outubro – 17:30 |       |  |
|  |                       |                       |   |                       | ARG Argentina         | 2     |  |
|  |                       | USA Estados Unidos    | 4 |                       |                       |       |  |
|  |                       |                       |   |                       |                       |       |  |
|  |                       |                       |   |                       |                       |       |  |
|  |                       |                       |   |                       | 3º lugar              |       |  |
|  | 26 de outubro – 15:00 | 26 de outubro – 15:00 |   | 28 de outubro – 15:00 | 28 de outubro – 15:00 |       |  |
|  | USA Estados Unidos    | 4                     |   | CHI Chile             | 3                     |       |  |
|  | CAN Canadá            | 2                     |   |                       | CAN Canadá            | 0     |  |

### Semifinais
| 26 de outubro 11:30                         |           |       |                                                                                           |
| Argentina                                   | 4 – 0     | Chile | Estádio Pan-Americano de Hóquei, Guadalajara Árbitros: CAN Wendy Stewart NZL Kelly Hudson |
| Luchetti 5' García 22' Aymar 47' Merino 56' | Relatório |       | Estádio Pan-Americano de Hóquei, Guadalajara Árbitros: CAN Wendy Stewart NZL Kelly Hudson |

| 26 de outubro 15:00                  |           |                | |
| Estados Unidos                       | 4 – 2     | Canadá         | Estádio Pan-Americano de Hóquei, Guadalajara Árbitros: ARG Carolina de la Fuente USA Maritza Perez |
| Laubach 9', 43' Cesan 21' Kasold 58' | Relatório | Stairs 7', 45' | Estádio Pan-Americano de Hóquei, Guadalajara Árbitros: ARG Carolina de la Fuente USA Maritza Perez |

### Disputa pelo 7º lugar
| 28 de outubro 09:00 |           |                             |                                                                                              |
| Barbados            | 1 – 3     | Trinidad e Tobago           | Estádio Pan-Americano de Hóquei, Guadalajara Árbitros: CHI Catalina Montesino TPE Cheng Hong |
| Warner 25'          | Relatório | Wynne 24', 33' Thompson 29' | Estádio Pan-Americano de Hóquei, Guadalajara Árbitros: CHI Catalina Montesino TPE Cheng Hong |

### Disputa pelo 5º lugar
| 28 de outubro 11:30 |           |                          | |
| México              | 2 – 3     | Cuba                     | Estádio Pan-Americano de Hóquei, Guadalajara Árbitros: USA Stephanie Judefind ARG Veronica Villafañe |
| Navarro 23', 45'    | Relatório | Vera 28' Sierra 35', 65' | Estádio Pan-Americano de Hóquei, Guadalajara Árbitros: USA Stephanie Judefind ARG Veronica Villafañe |

### Disputa pelo bronze
| 28 de outubro 15:00             |           |        |                                                                                                   |
| Chile                           | 3 – 0     | Canadá | Estádio Pan-Americano de Hóquei, Guadalajara Árbitros: ARG Carolina de la Fuente NZL Kelly Hudson |
| Urroz 27' Caram 42' Infante 67' | Relatório |        | Estádio Pan-Americano de Hóquei, Guadalajara Árbitros: ARG Carolina de la Fuente NZL Kelly Hudson |

### Final
| 28 de outubro 17:30  |           |                                                   |                                                                                              |
| Argentina            | 2 – 4     | Estados Unidos                                    | Estádio Pan-Americano de Hóquei, Guadalajara Árbitros: IRL Carol Metchette CAN Wendy Stewart |
| Barrionuevo 19', 42' | Relatório | Selenski 14' Taylor 16' O'Donnell 35' Vittese 66' | Estádio Pan-Americano de Hóquei, Guadalajara Árbitros: IRL Carol Metchette CAN Wendy Stewart |

## Classificação final
| Pos.              | Equipe                | Campanha (V–E–D) |
| ----------------- | --------------------- | ---------------- |
| Medalha de ouro   | USA Estados Unidos    | 5–0–0            |
| Medalha de prata  | ARG Argentina         | 4–0–1            |
| Medalha de bronze | CHI Chile             | 3–0–2            |
| 4                 | CAN Canadá            | 2–0–3            |
| 5                 | CUB Cuba              | 3–0–2            |
| 6                 | MEX México            | 1–0–4            |
| 7                 | TRI Trinidad e Tobago | 1–0–4            |
| 8                 | BAR Barbados          | 1–0–4            |